# Пам'ятки архітектури Компаніївського району
У Компаніївському районі Кіровоградської області на обліку перебуває 7 пам'яток архітектури.
| № пп | Найменування пам’ятки            | Датування     | Місцезнаходження пам’ятки         | Охорон. номер |
| ---- | -------------------------------- | ------------- | --------------------------------- | ------------- |
| 1    | Народний дім                     | к.19 ст.      | с. Аджамка, вул. Леніна, 64       | 198-Кв        |
| 2    | Школа солом'яного плетення       | 1912 р.       | с. Аджамка, вул. Леніна, 65       | 197-Кв        |
| 3    | Будинок дитячого садка           | п.20 ст.      | с. Аджамка, вул. Пархоменка, 9    | 196-Кв        |
| 4    | Середня школа N5                 | 1900 р.       | с. Аджамка, вул.1Травня, 13       | 199-Кв        |
| 5    | Житловий будинок                 | 1933 р.       | с. Бережинка, пров. Степовий, 16  | 200-Кв        |
| 6    | Церква Святих Андріана і Наталії | кінець 19 ст. | с. Високі Байраки, вул. Леніна, 5 | 391-Кв        |
| 7    | Земська школа                    | 1912 р.       | с. Покровське, вул. Покровська, 7 | 201-Кв        |
|      |                                  |               |                                   |               |